# The Kid (1921)
The Kid is een film uit 1921 onder regie van Charlie Chaplin.

## Verhaal

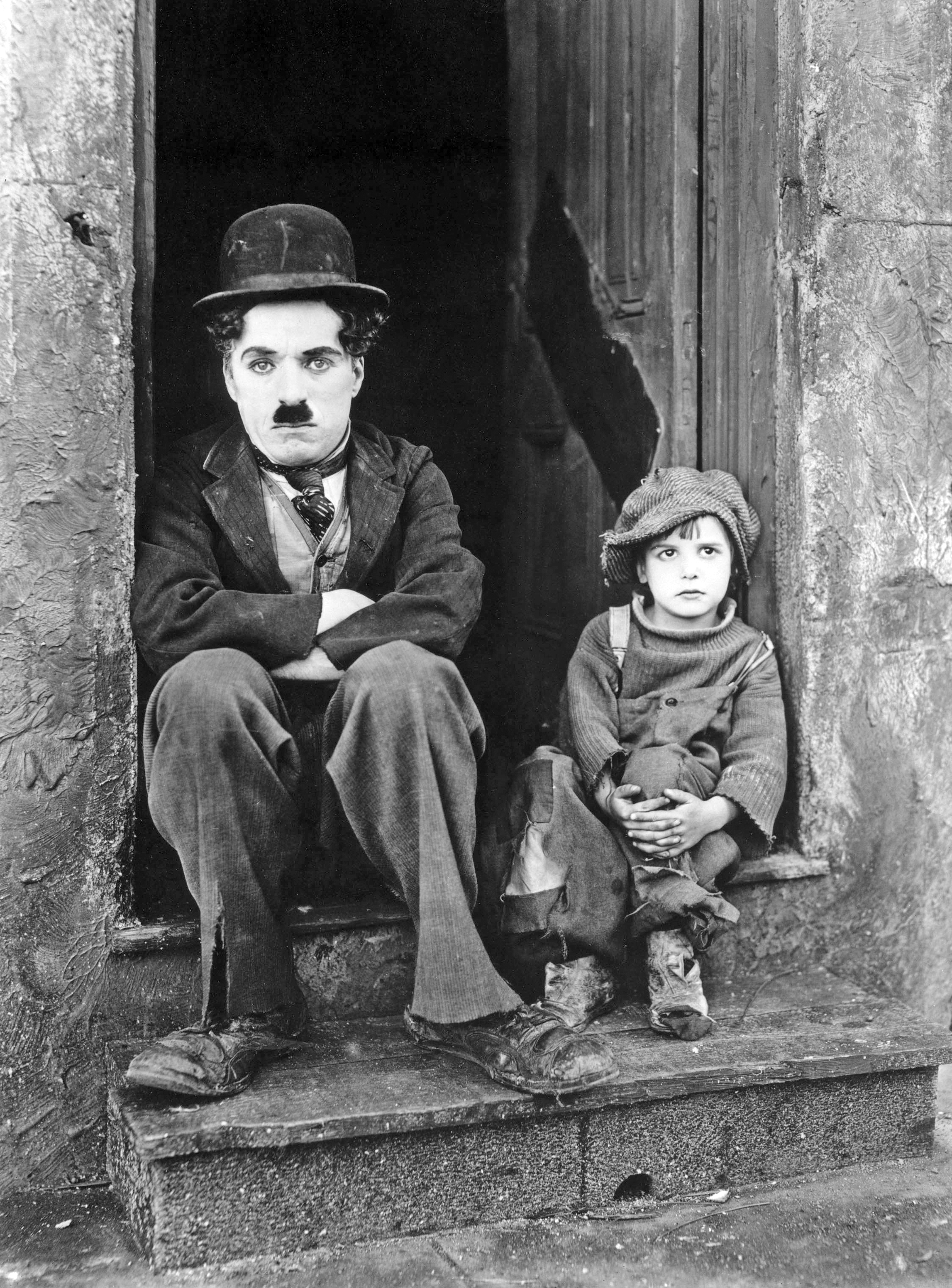
Charlie Chaplin (links) en Jackie Coogan (rechts)

Charlie Chaplin speelt een arme zwerver, The Tramp, met goede bedoelingen. Wanneer een moeder haar kind achterlaat in een auto, hoopt ze dat de rijke mensen die deze auto bezitten, zullen zorgen voor hem. Ze laat een briefje achter waarin ze hierom vraagt. Maar het lot staat niet aan haar zijde en de auto wordt gestolen door twee dieven. Wanneer ze de baby zien, schrikken ze en willen ze hem eerst vermoorden. Toch besluiten ze hem achter te laten.
De armoedzaaier pikt de baby op en denkt eerst dat die van iemand anders is. Wanneer dit niet zo blijkt te zijn, wil hij de baby eerst ook gewoon achterlaten. Wanneer een politieagent langs komt, krijgt deze de indruk dat het de armoedzaaier is die het kind in de steek wil laten. Daarom neemt de armoedzaaier de baby mee en besluit hem te verzorgen, wanneer hij het briefje vindt.
Vijf jaar gaan voorbij en ze leven nog steeds in armoede. Toch zijn ze gelukkig. Het jongetje, John, gooit ramen in en vervolgens komt de armoedzaaier "toevallig" langs als glazenmaker. Hiermee verdienen ze hun kost. Ook is de moeder van het jongetje inmiddels rijk en beroemd en heeft spijt van haar daad. Ze komt af en toe zijn buurt opzoeken, onwetend dat John haar zoon is.
Wanneer de politie de twee in de gaten houdt, is hij ervan overtuigd dat de armoedzaaier niet voor het kindje kan zorgen. Hij laat John ophalen door de kinderbescherming. Maar de armoedzaaier is inmiddels te gehecht aan het jongetje en probeert hem succesvol te redden. Toch worden ze nog steeds gezocht...
De film eindigt wanneer de moeder er via het briefje achter komt dat John haar zoon is en besluit hem en de armoedzaaier bij haar te laten wonen, in een mooi huis in een rijke buurt.

## Rolverdeling
| Acteur          | Personage     |
| --------------- | ------------- |
| Charlie Chaplin | The Tramp     |
| Jackie Coogan   | Kind ("John") |
| Edna Purviance  | Moeder        |
| Baby Hathaway   | John als baby |